# Sex Therapist
Sex Therapist (SEXセラピスト Sekkusu Serapisuto?) es un manga japonés de género yaoi escrito e ilustrado por Kazuma Kodaka. Su primer y único volumen fue publicado el 8 de noviembre de 2006 en la revista Gush de la editorial Kaiōsha. La historia se centra en Kain, un misterioso hombre con poderes sobrenaturales que trabaja como barman en un bar homónimo. Allí, es capaz de "transformar" su cuerpo en la persona que el corazón de su cliente desee.

## Argumento
Kain (カイン) es un misterioso y apuesto hombre que además de trabajar como barman en un bar homónimo, se dedica a oficiar como terapista sexual para aquellas personas que se encuentran confundidas acerca de su vida amorosa o se sientan deprimidas con respecto a la persona que aman. Pero Kain no es un terapista común y corriente; al parecer, es dueño de ciertos poderes sobrenaturales que le permiten tomar la apariencia de la persona que su cliente ame o desee.

### Historias
Cada capítulo del manga presenta una historia nueva con diferentes personajes, manteniéndose como principal el siempre emblemático Kain. 

#### Sex Therapist
Ryōichi Ōnuki es un detective que investiga el bar Kain bajo la sospecha de que es un sitio de prostitución disimulada. Dispuesto a desenmascarar la fachada exterior del bar, realiza una cita para poder acceder al mismo. Sin embargo, su trabajo se ve interrumpido cuando Kain toma la forma de un compañero de trabajo de Ōnuki, a quien este ama.

#### A Man Who Dreams
El vendedor Obinata está enamorado de su adorable compañero de trabajo, Himeno, pero se siente culpable por sus pensamientos indecentes hacia él. Es entonces cuando decide acudir a Kain bajo la esperanza de ayudarle a aclarar las cosas.

#### The First and Last Man
Cuando el joven e impertinente Aki se encuentra en un bar gay con su antiguo cuñado, Naoto, las cosas no harán más que complicarse a partir de ahí.

#### Sweet Man
La tienda de dulces de Takerou tiene como rival a la pastelería del apuesto extranjero Shimon. Takerou secretamente es adicto a los dulces que prepara Shimon, además de estar enamorado de él.